# Kleinbartloff
Kleinbartloff es un municipio situado en el distrito de Eichsfeld, en el estado federado de Turingia (Alemania), a una altitud de 320 metros. Su población a finales de 2016 era de unos 430 habitantes y su densidad poblacional, 34 hab/km².
Se encuentra ubicado cerca de la frontera con el estado de Baja Sajonia.